# Bruno Martini
Bruno Martini (Nevers, 25 januari 1962 - Montpellier, 20 oktober 2020) was een Frans voetbaldoelman die voor onder meer AJ Auxerre en Montpellier HSC speelde. Martini overleed onverwachts aan een hartstilstand in oktober 2020.

## Interlandcarrière
Martini speelde in de periode 1987-1996 in totaal 31 interlands voor de Franse nationale ploeg. Hij zat in de selecties die deelnamen aan het EK 1992 en het EK 1996. Martini maakte zijn debuut voor de nationale ploeg op 12 augustus 1987, toen hij Joël Bats na 85 minuten verving in het vriendschappelijke duel tegen West-Duitsland (2-1 nederlaag).

## Trainerscarrière
Martini werd na het stoppen van zijn actieve loopbaan keeperstrainer bij de Franse nationale ploeg.